# Franjo Šoštarić
Franjo Šoštarić (Zagreb, 1. kolovoza 1919. – Beograd, 27. kolovoza 1975.), hrvatski je nogometaš, osvajač srebrne medalje na Olimpijskim igrama u Londonu 1948. godine.